# 螺旋のユメ
「螺旋のユメ」は、シドのメジャー23枚目のシングル。2017年8月2日にキューンミュージックから発売された。

## 概要
- 表題曲はTVアニメ「将国のアルタイル」OPテーマの主題歌である。
- 初回限定盤、期間限定盤、通常盤の4形態で発売された。限定盤の特典DVDにはMV、Photo Session、MVメイキング映像が収録されている。期間限定盤の特典DVDには表題曲のMV、将国のアルタイルのノンクレジットオープニング映像が収録されている。[2]

## 収録曲
作詞：マオ 作曲：御恵明希
1. 螺旋のユメ
2. 螺旋のユメ –Instrumental-
3. 螺旋のユメ –TV Size-
  - 期間限定盤のみ

## カバー
- 村瀬歩 - トリビュートアルバム『SID Tribute Album -Anime Songs-』（2023年12月6日発売）に収録。